# Марк Осторий Скапула (консул 97 г.)
Вижте пояснителната страница за други личности с името Марк Осторий Скапула.
Марк Осторий Скапула (на латински: Marcus Ostorius Scapula) е сенатор на Римската империя през 1 век.
Той е вероятно внук на Марк Осторий Скапула (суфектконсул 59 г.).
През септември и октомври 97 г. той е суфектконсул заедно с Тацит.